# Oberbüren
Oberbüren es una comuna suiza del cantón de San Galo, ubicada en el distrito de Wil. Limita al norte con las comunas de Zuzwil y Niederhelfenschwil, al este con Niederbüren y Gossau, al sur con Flawil, y al occidente con Oberuzwil y Uzwil.